# K-Bus (SPS)
Der K-Bus (auch Kommunikationsbus genannt) ist in der IT-Technik ein Begriff, der durch die Automatisierungstechnik geprägt wird. Über einen K-Bus findet ein umfangreicher Austausch von Daten statt. 
In der SPS-Technik dient dieser Bus dem Datenaustausch zwischen der CPU einer speicherprogrammierbaren Steuerung (SPS) und deren zugehörigen Funktions- sowie Kommunikationsbaugruppen. Der K-Bus ist dabei als ein interner Bus einer SPS anzusehen, der nach außen keine Schnittstellen besitzt. Er dient also lediglich dazu, die notwendigen Datenmengen innerhalb einer SPS zu transportieren. Für den Datenaustausch zwischen der CPU einer SPS und deren angeschlossenen Ein- und Ausgabebaugruppen hat dieser Bus jedoch keine Bedeutung. Hierzu wird der P-Bus (Peripherie-Bus) verwendet.
Die Bezeichnung K-Bus wird auch außerhalb der SPS-Technik verwendet. Ein Beispiel dafür sind anreihbare Busklemmen, die ebenfalls einen K-Bus verwenden. Über diesen K-Bus werden die Daten zwischen den einzelnen Busklemmen (z. B. digitale Ein- und Ausgabeklemmen) und dem zugehörigen Buskoppler ausgetauscht. Der Buskoppler stellt dabei eine Schnittstelle für weitere angeschlossenen Peripherie zur Verfügung (z. B. CAN-Bus, Profibus etc.)